# Dropt
Dropt – rzeka we Francji, przepływająca przez tereny departamentów Dordogne oraz Lot i Garonna, o długości 132 km. Stanowi prawy dopływ rzeki Garonny.